# Norbert Reich

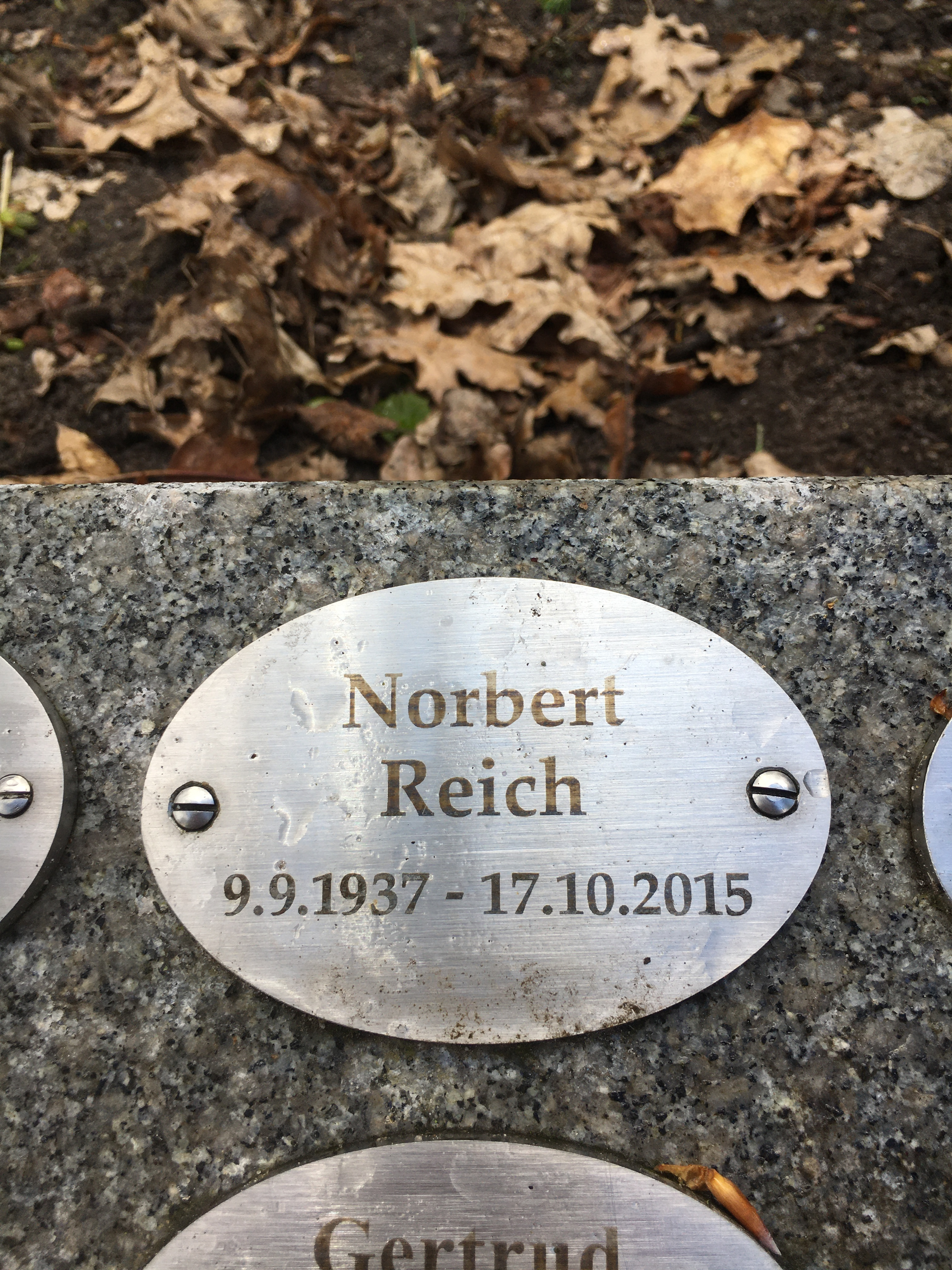
Gedenkplakette für Norbert Reich im „Ruhewald am Prökelmoor“ auf dem Friedhof Ohlsdorf

Norbert Reich (* 9. September 1937 in Berlin; † 17. Oktober 2015 in Hamburg) war ein deutscher Rechtswissenschaftler.

## Leben und Werk
Norbert Reich begann 1962 eine Promotion am Fachbereich Rechtswissenschaften der Universität Frankfurt am Main, die er 1966 mit einer Dissertation zum Thema Sociological Jurisprudence and legal realism im amerikanischen Rechtsdenken abschloss. Zwischenzeitlich arbeitete er als Referent am Max-Planck-Institut für europäische Rechtsgeschichte in Frankfurt am Main. Während zweier Studienaufenthalte – 1968 und 1971 – an der Lomonossow-Universität in Moskau vertiefte er seine Forschungen zur sozialistischen und marxistischen Rechtstheorie, zu der er mehrere Publikationen veröffentlichte. Nach seinen Forschungsaufenthalten beendete er 1972 erfolgreich seine hieran anknüpfende Habilitation Sozialismus und Zivilrecht – Eine rechtstheoretisch-rechtshistorische Studie zur Zivilrechtstheorie und Kodifikationspraxis im sowjetischen Gesellschafts- und Rechtssystem.
Noch im Jahr seiner Habilitation, 1972, folgte der Ruf als ordentlicher Professor an die Hochschule für Wirtschaft und Politik Hamburg. Er nahm 1978 eine Berufung an die Universität Hamburg an und wechselte 1982 zur Universität Bremen, an der er bis 2005 lehrte.
Zwischenzeitlich erhielt er 2000 die Ehrendoktorwürde der Universität Helsinki. Von 2001 bis 2004 war er Rektor der Riga Graduate School of Law. Im Zeitraum 2001/2001 war er Präsident der European Law Faculties Association (ELFA) und der International Academy of Commercial and Consumer Law. Zu seinen weiteren Forschungsschwerpunkten gehören Verbrauchschutzrechte, Bürgerrechte und die rechtliche europäische Integration.
Norbert Reichs Urne wurde im „Ruhewald am Prökelmoor“ auf dem Friedhof Hamburg-Ohlsdorf bestattet.

## Publikationsliste (Auswahl)
- Reich, Norbert (Hrsg.): Marxistische und sozialistische Rechtstheorie, Frankfurt am Main 1972
- Reich, Norbert: Marxistische Rechtstheorie, Tübingen 1973
- Reich, Norbert und Reichel, Hans-Christian: Einführung in das sozialistische Recht : Grundlagen, Grundprobleme, System, Quellen, Rechtsbildung, Rechtsverwirklichung, München 1975
- Reich, Norbert und Micklitz, Hans W.: Europäisches Verbraucherrecht, Baden-Baden 2003
- Reich, Norbert: Individueller und kollektiver Rechtsschutz im EU-Verbraucherrecht : von der „Nationalisierung“ zur „Konstitutionalisierung“ von Rechtsbehelfen, Baden-Baden 2012